# Сан-Матео-Атенко
Сан-Матео-Атенко (исп. San Mateo Atenco) — город и муниципалитет в Мексике, входит в штат Мехико. Население — 66 740 человек.

## История
Город основан в 1871 году.